# Overzicht van niet-uitgevoerde locomotiefontwerpen van British Rail
Verschillende computernummers voor het Total Operations Process System (TOPS) zijn toegewezen aan ontworpen locomotieven die uiteindelijk niet zijn gebouwd.

## Diesel locomotieven
Type 1 locomotieven
- Class 18 - Een ontwerp uit midden jaren 80 voor een nieuwe Type 1 locomotief. Hiervan is geen prototype gebouwd.

Type 3 locomotieven
- Class 38 - Een ontwerp voor een nieuwe generatie Type 3 goederenlocomotieven uit de jaren 80.  Class 38 is geschrapt ten gunste van Class 60.

Type 4 locomotieven
- Class 41 - De derde serie met aanduiding Class 41 was een ontwerp van Class 60 met motoren van 2500 pk begin jaren 90.
- Class 48 - De tweede serie met de aanduiding Class 48 was een ontwerp voor nieuwe goederentrein locomotieven midden jaren 80.

Type 5 locomotieven
- Class 51 - Werd toegekend aan de ontworpen "Super Deltic" locomotief die was bedoeld als opvolger van de Class 50 en Class 55.
- Class 62 - Werd toegekend aan de geplande Type 5 kolentrein lokomotieven begin jaren 90.
- Class 65 - Werd toegekend aan een geplande goederentrein locomotief met 4000 pk bedoeld voor geslotentreinen.

## Elektro-diesel locomotieven
- Class 75 - Werd aangehouden voor de geplande "super elektro-diesel" bedoeld als opvolger van de Class 73 en Class 74.

## Elektrische locomotieven
- Class 88 - Class 88 werd voor het eerst gebruikt voor een geplande elektrische versie van Class 58, gevoed via de 25 kV AC bovenleiding.
- Class 93 - Ontworpen elektrische locomotief voor de dienst op de West Coast Main Line als onderdeel van het InterCity 250 project.